# Karl Böttcher
Karl Heinrich Böttcher (Thorn, 25 oktober 1889 – Bad Wimpfen, 9 februari 1975) was een Duitse officier en General der Artillerie z.b.V. tijdens de Tweede Wereldoorlog. Hij voerde over verschillende divisies het bevel.

## Leven
Op 25 oktober 1889 werd Karl Böttcher in Thorn in het Regierungsbezirk Marienwerder in West-Pruisen geboren. Van 1897 tot 1900 zat hij op de voorschool voor het cadettenkorps in Mainz en Keulen, om aansluitend de cadettenschool in Karlsruhe en Groß-Lichterfelde te volgen. Op 13 maart 1909 trad Böttcher als Fähnrich in dienst van de Deutsches Heer. Hij werd bij het Fußartillerie-Regiment Nr. 5 geplaatst. Na het behalen van het examen aan de Kriegsschule (militaire school), werd Böttcher op 27 januari 1910 bevorderd tot Leutnant.

### Eerste Wereldoorlog
In het voorjaar van 1914 werd Böttcher naar de Luftstreitkräfte gecommandeerd. Maar na de uitbraak van de Eerste Wereldoorlog werd hij voor het eerst bij het Reserve-Fußartillerie-Regiment Nr. 5 aan het front ingezet. In december 1914 werd Böttcher naar de Flieger-Abteilung 46 gecommandeerd en kreeg een opleiding als waarnemer. Op 25 februari 1915 werd hij bevorderd tot Oberleutnant. In de zomer van 1915, werd hij weer naar de Flieger-Abteilung 46 overgeplaatst. In juni 1916 keerde hij naar de artillerie terug. Eind augustus 1916 werd hij als commandant van een batterij weer bij het Reserve-Fußartillerie-Regiment Nr. 5 aan het front geplaatst. Op 18 augustus 1917 werd hij bevorderd tot Hauptmann. Eind november 1917 werkte hij als leraar aan de school voor de Fußartillerie in Jüterbog. In september 1918 werd Böttcher tot commandant van het Fußartillerie-Bataillon 149 benoemd. Tijdens de Eerste Wereldoorlog werd hij met beide klasse van het IJzeren Kruis 1914 en andere onderscheidingen onderscheiden.

### Interbellum
Na de oorlog werd hij in de Reichsheer opgenomen. In het voorjaar van 1920 behoorde hij als adjudant tot het bureau van de commandant van de Truppenübungsplatz (militair oefenterrein) Kummersdorf. Bij de opbouw van het 100.000 manschappen grootte landmacht van de Reichswehr, werd Böttcher als onderdeel van het commando van het militair oefenterrein in de Reichswehr overgenomen. In de herfst van 1921 kwam hij als Rittmeister en chef van een eskadron bij het 1. (Preuß.) Fahr-Abteilung. In het voorjaar van 1924 en 1925 werd Böttcher als chef van het 3e eskadron in Gumbinnen ingezet. Op 1 oktober 1925 werd hij als chef van het 1e batterij van het 1. (Preuß.) Artillerie-Regiment naar Insterburg verplaatst. Vervolgens bekleedde hij deze functie voordat hij op 1 oktober 1926 naar de staf van de 1e afdeling van het 1. (Preuß.) Artillerie-Regiment in Insterburg overgeplaatst werd. Op 1 oktober 1929 werd hij als instructeur aan de artillerieschool naar Jüterbog overgeplaatst, waar hij 6 jaar in die functie bleef. In Jüterbog werd Böttcher op 1 november 1930 bevorderd tot Major. Daarna werd hij op 1 mei 1934 bevorderd tot Oberstleutnant. Ook bij de verdere vergroting van de Reichswehr naar de Wehrmacht, bleef hij vanaf 1 oktober 1934 ook nog op de artillerieschool ingezet. Op 15 oktober 1935 werd hij bij de ontmaskering van de nieuwe eenheden van de Wehrmacht, tot commandant van de 1e afdeling van het 59e Artillerieregiment in Berlijn-Spandau benoemd. Als commandant van het 59e Artillerieregiment werd hij op 1 april 1936 bevorderd tot Oberst. Op 6 oktober 1936 nam hij het commando van het 1e Artillerieregiment in Königsberg over. Op 1 april 1939 gaf hij zijn commando als op, en werd als artillerieofficier aan de staf van het Kommandantur der Befestigungen bij Oppeln overgeplaatst. Door de hernoeming van de staf tijdens de mobilisatie voor de Tweede Wereldoorlog, werd Böttcher op 26 augustus 1939 als stafofficier van de artillerie bij het Grenzschutz-Abschnitts-Kommando 3 ingezet.

### Tweede Wereldoorlog
Begin september 1939 werd hij als commandant van Kattowitz ingezet. Op 30 september 1939 werd Böttcher tot nieuwe Artillerie-Kommandeur 104 (Arko 104) in Potsdam benoemd. Op 1 maart 1940 werd hij bevorderd tot Generalmajor. Voor de Slag om Frankrijk werd hij met de 2e Klasse van het Herhalingsgesp bij IJzeren Kruis 1939 onderscheiden. In 1940 werd hij samen met zijn staf naar Afrika overgeplaatst. Aan het einde van 1940 was hij inmiddels ook met Herhalingsgesp bij IJzeren Kruis 1939 der Eerste Klasse onderscheiden. In de herfst van 1941 werd hij als commandant van een zelfstandige kampfgruppe in de Pantsergroep Afrika ingezet. Op 1 december 1941 volgde zijn benoeming tot commandant van de 21e Pantserdivisie. Twee weken later werd hem achteraf voor zijn vorige functioneren met het Ridderkruis van het IJzeren Kruis onderscheiden. Op 18 februari 1942 werd wegens ziekte in het Führerreserve geplaatst en uit zijn commando ontheven. Op 1 maart 1942 werd Böttcher bevorderd tot Generalleutnant. Op 25 november 1942 nam hij het commando van de 345e Infanteriedivisie over. Op 1 maart 1943 gaf hij het commando weer op, en werd weer in het Führerreserve geplaatst. Hij bleef nog wel voor enige tijd bij de ombouw van zijn divisie naar de 29e Infanteriedivisie betrokken. Op 11 maart 1943 werd naar de Heeresgruppe D gecommandeerd. Op 9 april 1943 nam hij de plaatsvervangende leiding van de 326e Infanteriedivisie. Op 8 mei 1943 werd Böttcher tot commandant van de 326e Infanteriedivisie benoemd. Sinds 31 mei 1943 was hij weer in het Führerreserve geplaatst. Op 1 oktober 1943 werd hij beschikbaar gesteld aan Wehrkreis VIII (militair district VIII) om toezicht te houden op de trainingen. Op 12 oktober 1943 nam hij het commando van de 347e Infanteriedivisie over. Op 10 december 1943 werd hij weer in het Führerreserve geplaatst. Op 1 maart 1944 werd Böttcher tot Höherer Artillerie-Kommandeur 305 (HArko 305) benoemd. In deze hoedanigheid leidde hij ook tijdelijk van 9 oktober tot 1 november 1944 een ad hoc eenheid in Syrmië, de Division Böttcher, eerst om het Donau-front ten noorden van Belgrado af te schermen en later in de eerste gevechten aan het Syrmische front. Op 10 maart 1945 werd hij tot General der Artillerie z.b.V. benoemd. Op 8 mei 1945 raakte hij in geallieerd krijgsgevangenschap, en werd daar op 25 juni 1947 weer uit vrijgelaten.

## Na de oorlog
Er is verder niets bekend over het verloop van zijn leven na de oorlog. Op 9 februari 1975 stierf Karl Böttcher in Bad Wimpfen.

## Militaire carrière
- General der Artillerie z.b.V.: 10 maart 1945[1][6]
- Generalleutnant: 1 maart 1942[1]
- Generalmajor: 1 maart 1940[1]
- Oberst: 1 april 1936[1]
- Oberstleutnant: 1 mei 1934[1]
- Major: 1 november 1930[1]
- Rittmeister: herfst 1921
- Hauptmann: 18 augustus 1917[1]
- Oberleutnant: 25 februari 1915[1]
- Leutnant: 27 januari 1910[1] (bevorderingsakte vanaf 19 juni 1908)
- Fähnrich: 13 maart 1909[1]

## Onderscheidingen
- Ridderkruis van het IJzeren Kruis (nr.723) op 13 december 1941 als Generalmajor en Commandant van de 21e Pantserdivisie / Heeresgruppe Afrika[1][5][6]
- IJzeren Kruis 1914, 1e Klasse (27 juli 1916)[1][6] en 2e Klasse (23 november 1914)[1][6]
- Herhalingsgesp bij IJzeren Kruis 1939, 1e Klasse (15 november 1940)[1][5][6] en 2e Klasse (5 juni 1940)[1][5][6]
- Erekruis voor Frontstrijders in de Wereldoorlog op 1 januari 1935[1][5][6]
- Mouwband Afrika op 19 november 1943[1][5][6]
- Medaille ter Herinnering aan de Thuiskomst van het Memelland op 10 december 1939[1][5][6]
- Officier in de Militaire Orde van Italië op 14 januari 1942[6]
- Frederikskruis op 27 januari 1916[1][6]
- Dienstonderscheiding van Leger en Marine, 1 Klasse (25 dienstjaren) op 2 oktober 1936[1][5][6]